# Girnamme
Girnamme (ok. 2040 p.n.e.) – król elamicki z dynastii z Simaszki, współczesny Szu-Suenowi z III dynastii z Ur. W 2037 roku p.n.e. Girnamme wysłał swego ambasadora do Ur, aby ten eskortował córkę Szu-Suena w drodze do Anszan, gdzie miała ona poślubić lokalnego księcia. Księciem tym mógł być sam Girnamme.